# Ellerhein
Ellerhein est un chœur estonien de jeunes filles qui remporte de nombreuses compétitions de chant choral depuis plusieurs décennies. Créé en 1951 par Heino Kaljuste et dirigé par Tiia-Ester Loitme depuis 1989, les jeunes filles défendent un répertoire moderne et contemporain, alliant compositeurs estoniens et étrangers.

## Histoire
Le chœur fut créé en 1951 par Heino Kaljuste (1925-1989), en tant que chorale d'enfants de Tallinn. En 1969, la chorale s'est renommé Ellerhein. En 1970, Tiia-Ester Loitme devient chef assistante de H. Kaljuste. Puis, en 1989, à la mort de ce dernier, elle en devient le chef. Depuis 2012 Ingrid Kõrvits devient le chef.

## Méthode
L'ensemble des enfants y sont initiés à la méthode Kodaly via la solmisation. Trois grands niveaux existent : le chœur des quatre premières années, le chœur intermédiaire, et le chœur de concert, où les jeunes filles restent jusqu'à la fin de leurs études secondaires.

## Distinctions
La liste des récompenses d'Ellerhein est impressionnante. La plupart des récompenses récentes sont des premiers prix à caractère international. Ellerhein enregistre par ailleurs de nombreux CD qui reçoivent d'excellentes critiques.